# 3 november
3 november is de 307de dag van het jaar (308ste dag in een schrikkeljaar) in de gregoriaanse kalender. Hierna volgen nog 58 dagen tot het einde van het jaar.

## Gebeurtenissen
- Algemeen
  - 2011 - Zeker acht mensen komen om het leven tijdens rellen in een gevangenis in het westen van Venezuela.
  - 2013 - In het Amazonegebied in Bolivia stort een klein vliegtuigje neer. Daarbij komen minstens acht mensen om het leven.[1]
  - 2023 - In Nepal vallen meer dan 150 doden door een aardbeving met een kracht van 6,4 op de schaal van Richter. Het epicentrum ligt in de stad Jajarkot op een afstand van 400 kilometer van de hoofdstad Kathmandu.[2][3]

- Kunst en cultuur
  - 2013 - In Duitsland wordt bekendgemaakt dat in een woning in München in 2012 meer dan 1400 sedert de nazitijd vermiste kunstwerken zijn ontdekt. Hierbij zijn werken van onder anderen Picasso, Matisse, Chagall, Nolde, Marc, Beckmann, Klee, Kokoschka en Liebermann.
  - 2013 - In Zuid-Afrika gaat de film Mandela: Long Walk to Freedom, gebaseerd op het leven van de voormalige president, in première.

- Media
  - 1891 - De Gazet van Antwerpen publiceert haar allereerste uitgave.[4]
  - 1948 - De krant Chicago Tribune komt uit met de grote kop 'Dewey defeats Truman', maar Truman won de verkiezingen.
  - 2008 - De VRT stopt met analoge uitzending onder de term Weg Met Sneeuw Op Je Tv.[4]

- Muziek
  - 1992 - De Amerikaanse rockband Bon Jovi brengt het album Keep the Faith uit.[5]
  - 1997 - Het album The Unplugged Collection van de Amerikaanse zanger John Denver met de laatste opnames gemaakt voor zijn dood in oktober van dit jaar wordt postuum uitgebracht.[5]

- Oorlog
  - 1944 - Vlissingen wordt bevrijd tijdens de Tweede Wereldoorlog.[4]

- Politiek
  - 361 - Keizer Constantius II overlijdt in Cilicië aan een hevige koorts, op zijn sterfbed benoemt hij zijn neef Julianus Apostata tot legitieme troonopvolger.
  - 1848 - De nieuwe Nederlandse Grondwet van Johan Thorbecke wordt geproclameerd.[4]
  - 2006 - Mizan Zainal Abidin wordt gekozen tot 13e Yang di-Pertuan Agong (koning van Maleisië)
  - 2015 - Koning Willem-Alexander heeft de nieuwe staatssecretaris van Infrastructuur en Milieu, Sharon Dijksma, en de nieuwe staatssecretaris van Economische Zaken, Martijn van Dam, beëdigd nadat een week eerder Wilma Mansveld aftrad.
  - 2015 - In de Roemeense hoofdstad Boekarest gaan duizenden mensen de straat op om het ontslag te eisen van onder meer eerste minister Victor Ponta na de dodelijke brand in een nachtclub van 30 oktober.

- Recreatie
  - 1998 - In het Magic Kingdom wordt de attractie Buzz Lightyear's Space Ranger Spin geopend.
  - 2010 - Plopsa maakt bekend het Duitse Holiday Park over te zullen nemen.

- Religie
  - 1534 - Koning Hendrik VIII van Engeland wordt hoofd van de Anglicaanse Kerk.
  - 1591 - Kroning van Paus Innocentius IX in Rome.[4]
  - 1967 - Benoeming van Hubertus Ernst tot bisschop van Breda in Nederland.[4]
  - 1985 - Zaligverklaring van Titus Brandsma (1881-1942), Nederlands priester en hoogleraar, martelaar in Dachau, in Rome door Paus Johannes Paulus II.

- Sport
  - 1945 - In Cuenca, Ecuador wordt het Estadio Alejandro Serrano Aguilar officieel in gebruik genomen.
  - 1950 - Argentinië wint het eerste wereldkampioenschap basketbal.
  - 1975 - Bij de introductie van de wereldranglijst der proftennissters bezet Chris Evert de eerste plaats.
  - 1999 - Oprichting van de Noorse voetbalclub Notodden FK uit de gelijknamige gemeente Notodden.
  - 2003 - Andy Roddick lost Juan Carlos Ferrero na acht weken af als nummer één op de wereldranglijst der tennisprofessionals; de Amerikaan moet die positie na dertien weken afstaan aan Roger Federer.
  - 2021 - In een tijd van 1.32,16, een nieuw Nederlands record, halen de mannen van de estafetteploeg brons bij de Europese Kampioenschappen kortebaan zwemmen in Kazan (Rusland) op de 4x50 meter wisselslag.[6]
  - 2024 - Abdi Nageeye wint als eerste Nederlander de New York City Marathon met een tijd van 2:07:39.[7]

- Wetenschap en technologie
  - 1869 - Eerste verschijning van het Britse wetenschappelijk vakblad Nature.[4]
  - 1900 - De arts W. Poolman sticht de eerste afdeling van het Groene Kruis.[4]
  - 1957 - Lancering van de Russische kunstmaan Spoetnik 2 met aan boord de hond Laika.[8][9]
  - 1973 - Lancering van Mariner 10, het eerste ruimtevaartuig dat langs Mercurius en Venus vliegt.[10]
  - 2022 - Lancering van een Falcon 9 raket van SpaceX vanaf Kennedy Space Center Lanceercomplex 40 voor de Hotbird 13G missie, een telecommunicatiesatelliet van Eutelsat.[11]
  - 2023 - Lancering met een Lange Mars 7A raket van China Aerospace Science Corporation (CASC) vanaf lanceerbasis Wenchang in China van de TJSW-10 missie met de gelijknamige geheime Chinese satelliet die voor het testen van communicatietechnologie zou zijn. Details zijn niet bekendgemaakt.[12]

## Geboren

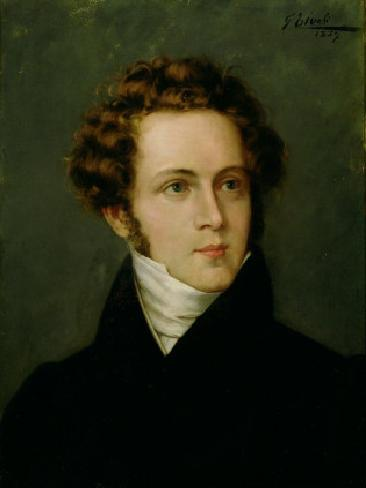
Vincenzo Bellini,
geboren in 1801

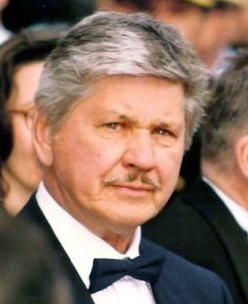
Charles Bronson,
geboren in 1921

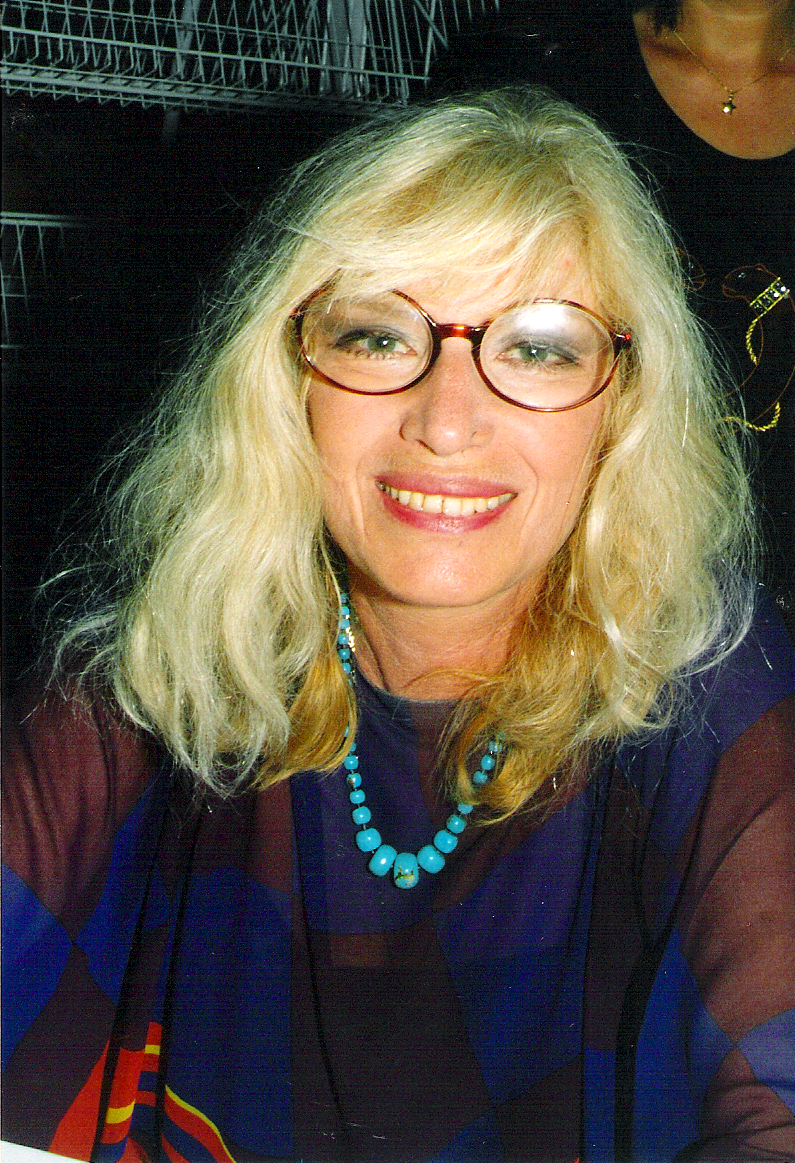
Monica Vitti,
geboren in 1931

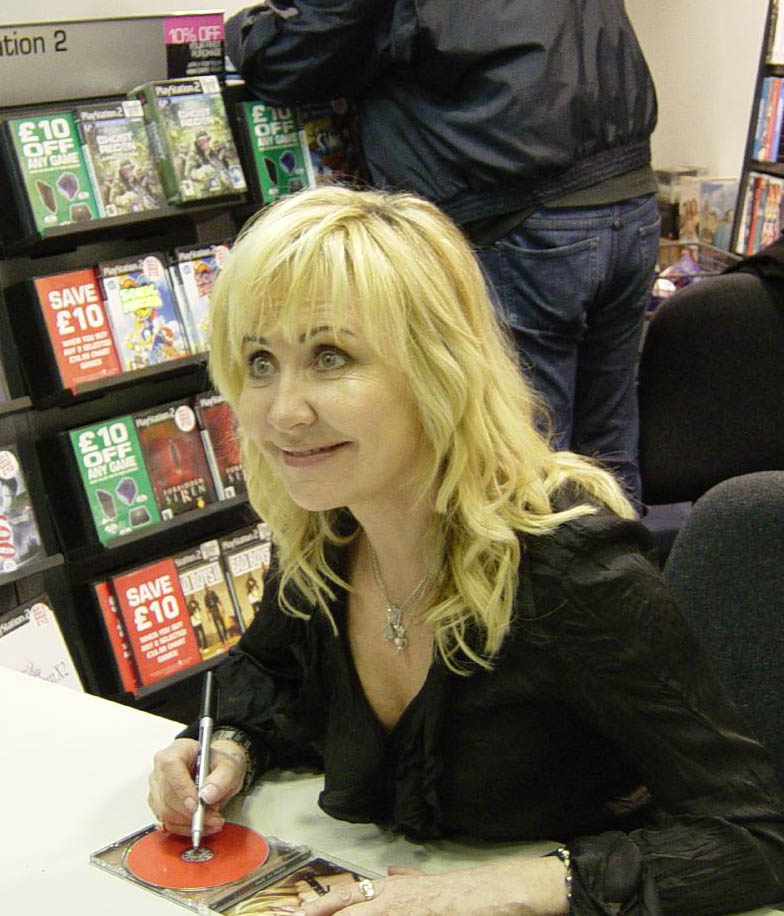
Lulu,
geboren in 1948

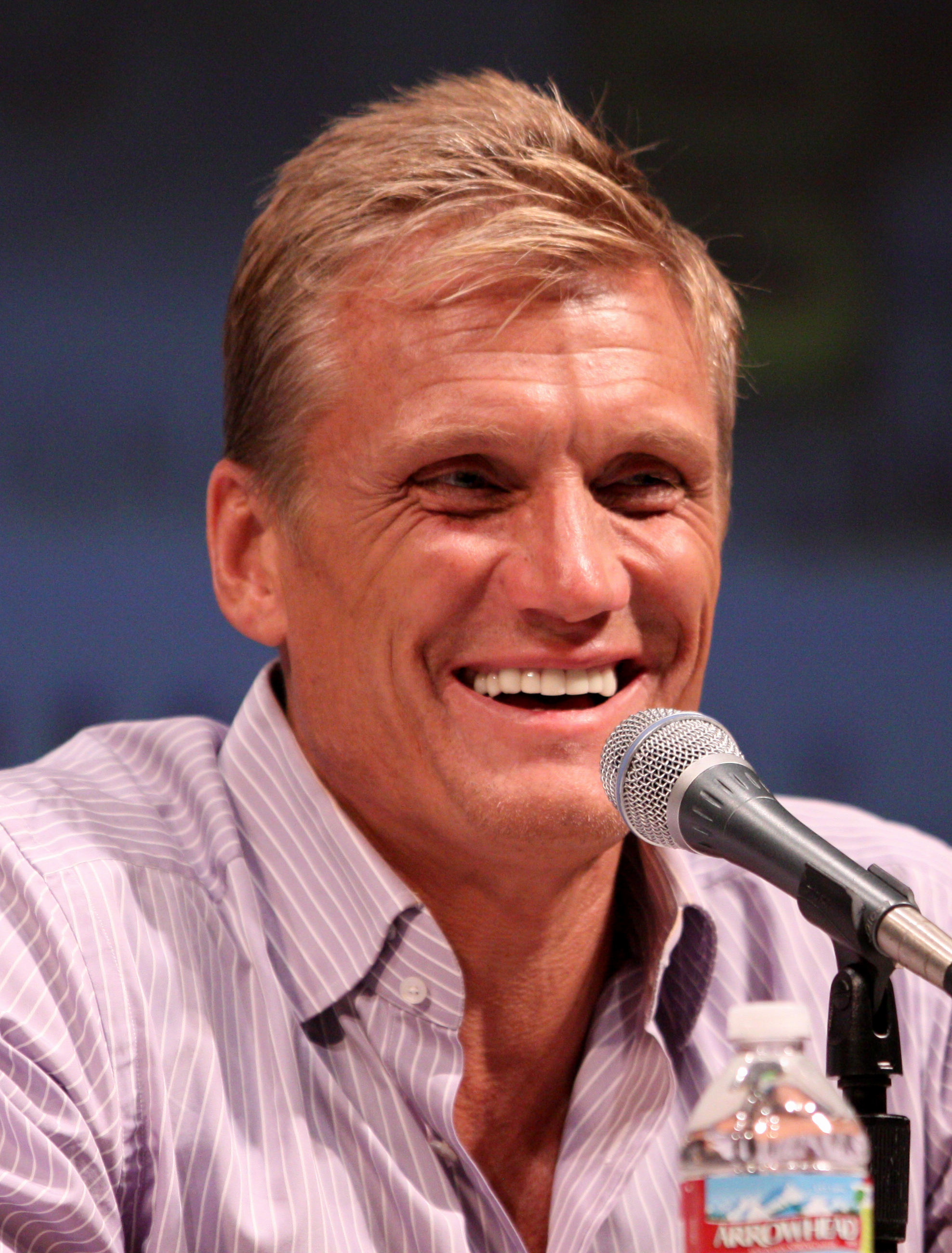
Dolph Lundgren,
geboren in 1957

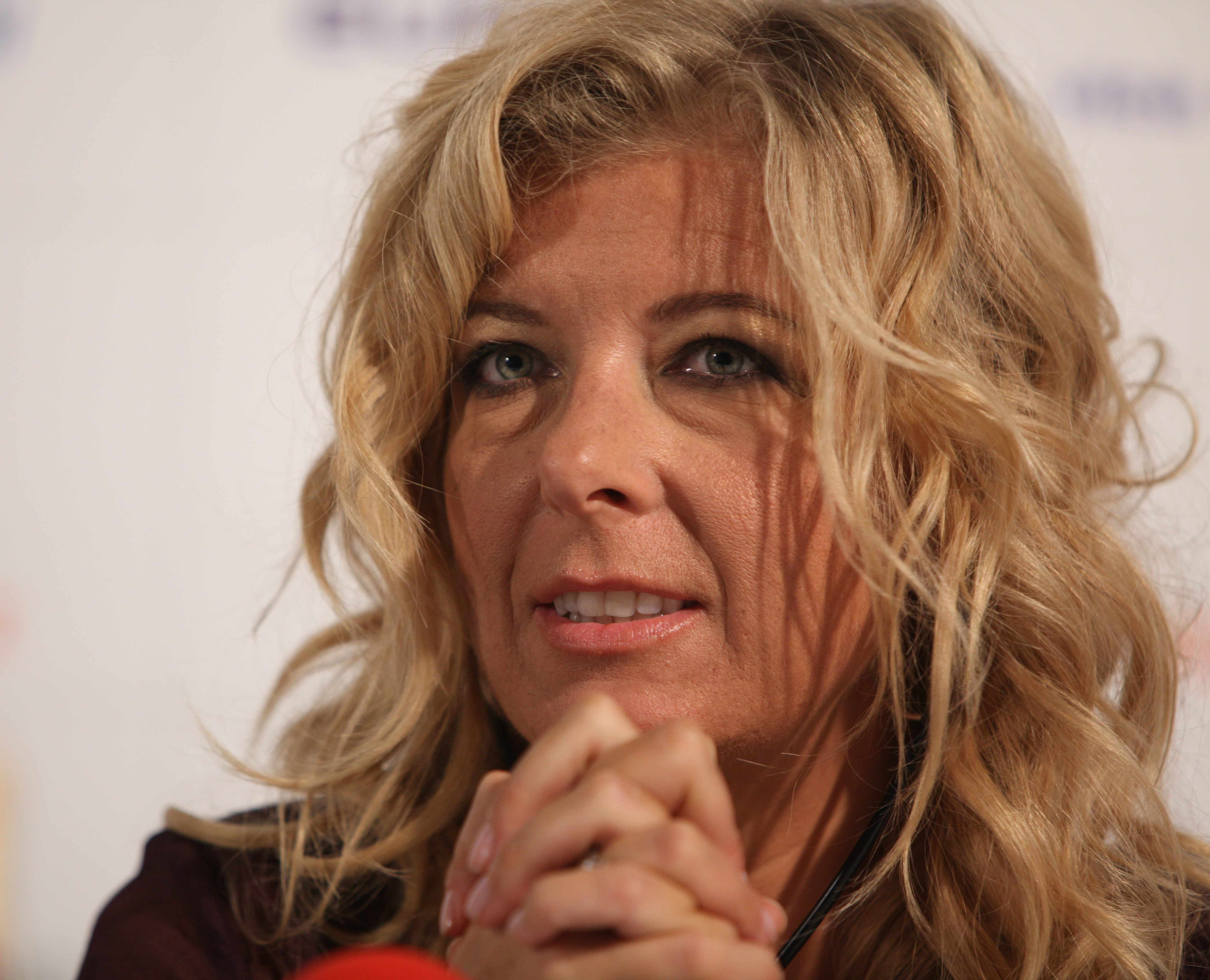
Paprika Steen,
geboren in 1964

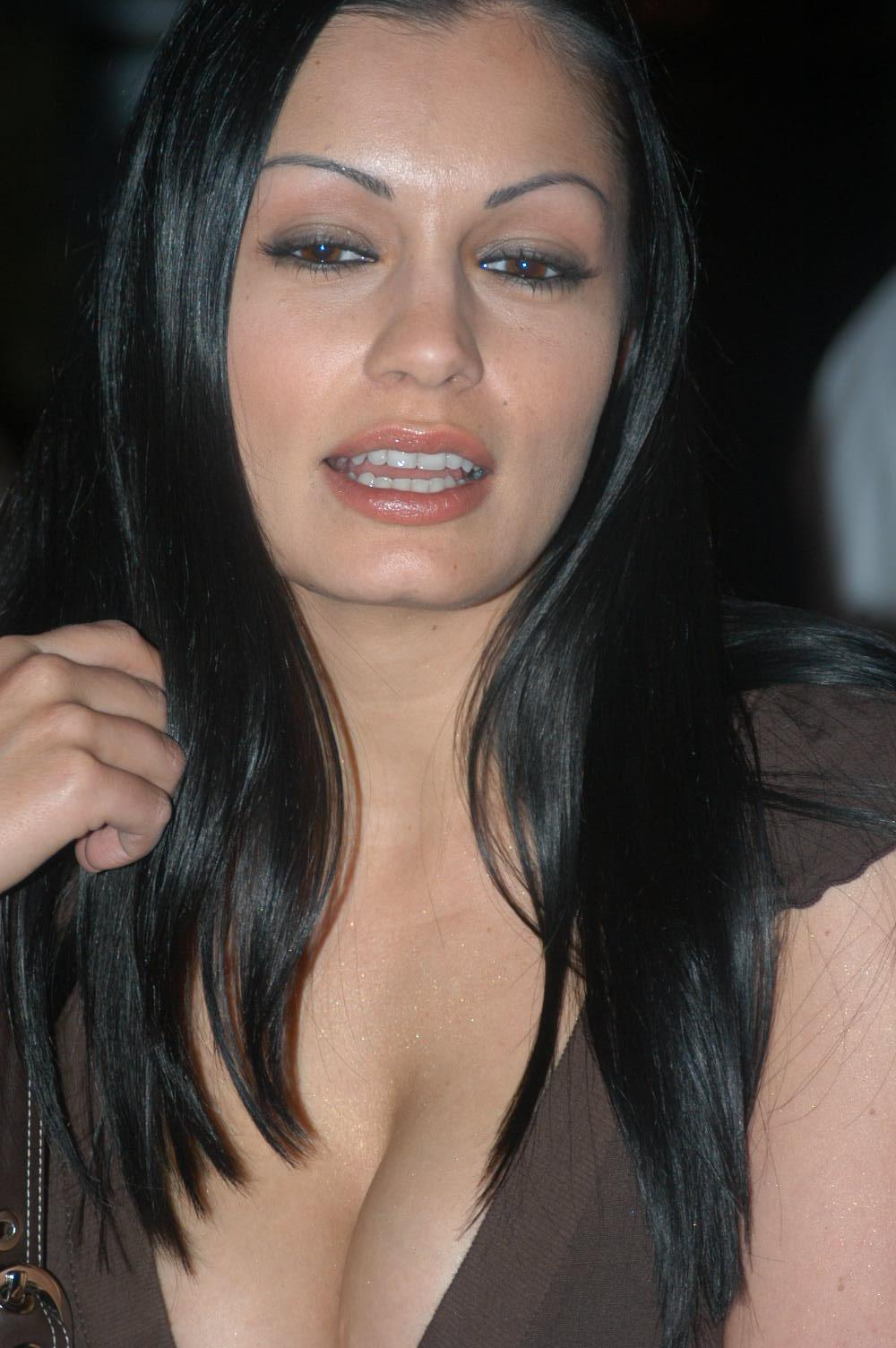
Aria Giovanni,
geboren in 1977

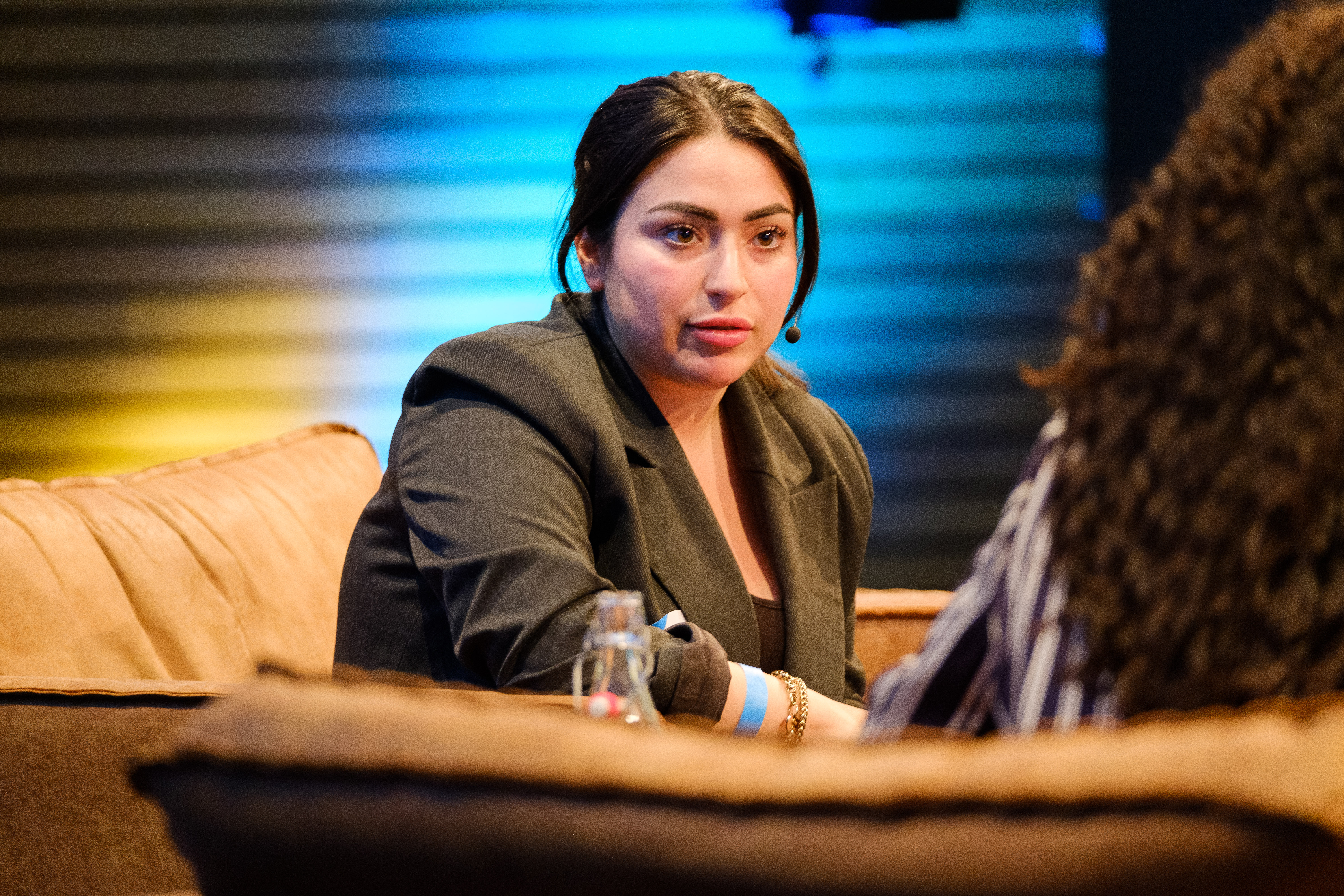
Lale Gül,
geboren in 1997

- 39 - Marcus Annaeus Lucanus, Romeins episch dichter (overleden 65)
- 1500 - Benvenuto Cellini, Italiaans kunstenaar (overleden 1571)
- 1560 - Annibale Carracci, Italiaans schilder en graveur (overleden 1609)
- 1587 - Samuel Scheidt, Duits componist en organist (overleden 1654)
- 1618 - Aurangzeb, heerser van het Mughalrijk (overleden 1707)
- 1801 - Karl Baedeker, Duits uitgever van reisgidsen (overleden 1859)
- 1801 - Vincenzo Bellini, Italiaans componist (overleden 1835)
- 1809 - James Richardson, Brits ontdekkingsreiziger en missionaris (overleden 1851)
- 1846 - Elizabeth Thompson, Brits kunstschilder (overleden 1933)
- 1863 - Anton van Teijn, Nederlands schilder (overleden 1943)
- 1877 - Carlos Ibáñez del Campo, Chileens politicus, militair en caudillo (overleden 1960)
- 1884 - Apie Prins, Nederlands journalist, schrijver en vertaler (overleden 1958)
- 1889 - Heinrich Campendonk, Duits kunstschilder (overleden 1957)
- 1890 - Eustachius van Lieshout, Nederlands zalige, missionaris in Brazilië (overleden 1943)
- 1891 - Jur Haak, Nederlands voetballer en atleet (overleden 1945)
- 1893 - Edward Adelbert Doisy, Amerikaans biochemicus (overleden 1986)
- 1896 - Albert Mariën, Belgisch liberaal politicus (overleden 1964)
- 1900 - Adolf Dassler, Duits grondlegger van het Adidas-concern (overleden 1978)
- 1901 - Leopold III, koning der Belgen (overleden 1983)
- 1901 - André Malraux, Frans schrijver en politicus (overleden 1976)
- 1904 - Jānis Kalniņš, Lets-Canadees componist (overleden 2000)
- 1907 - Edward Bevan, Brits roeier (overleden 1988)
- 1908 - Giovanni Leone, zesde president van Italië (overleden 2001)
- 1908 - Bronko Nagurski, Canadees Americanfootballspeler en professioneel worstelaar (overleden 1990)
- 1909 - Otto Bonsema, Nederlands voetballer (overleden 1994)
- 1909 - James Barrett Reston, Amerikaans journalist (overleden 1995)
- 1911 - Kick Smit, Nederlands voetballer (overleden 1974)
- 1911 - Hendrik Wielinga, Nederlands burgemeester (overleden 1984)
- 1912 - Alfredo Stroessner, Paraguayaans president, dictator en militair (overleden 2006)
- 1912 - Gus Winckel, Nederlands militair (overleden 2013)
- 1915 - André Dequae, Belgisch politicus (overleden 2006)
- 1917 - Conor Cruise O'Brien, Iers politicus en journalist (overleden 2008)
- 1917 - Wladimir de Vries, Nederlands beeldhouwer (overleden 2001)
- 1920 - Trix van Brussel, Nederlands kinderboekenschrijfster (overleden 2019)
- 1921 - Charles Bronson, Amerikaans filmacteur (overleden 2003)
- 1924 - Samuel Ruiz García, Mexicaans geestelijke en bevrijdingstheoloog (overleden 2011)
- 1925 - Robert Quarry, Amerikaans acteur (overleden 2009)
- 1926 - Valdas Adamkus, Litouws politicus en president
- 1926 - Mousse Boulanger, Zwitsers schrijfster, actrice en comédienne (overleden 2023)
- 1926 - Jaap Ploos van Amstel, Nederlands kunstenaar (overleden 2022)
- 1927 - Peggy McCay, Amerikaans actrice (overleden 2018)
- 1927 - Odvar Nordli, Noors premier (overleden 2018)
- 1928 - Nick Holonyak, Amerikaans natuurkundige; uitvinder van de led (overleden 2022)
- 1929 - Charles Antenen, Zwitsers voetballer (overleden 2000)
- 1930 - Brian Robinson, Brits wielrenner (overleden 2022)
- 1930 - Lois Smith, Amerikaans actrice
- 1930 - Frits Staal, Nederlands filosoof en taalkundige (overleden 2012)
- 1931 - Michael Fu Tieshan, leider van de Chinese Katholieke Kerk (overleden 2007)
- 1931 - Monica Vitti, Italiaans actrice (overleden 2022)
- 1932 - Albert Reynolds, Iers premier (overleden 2014)
- 1933 - John Barry, Brits componist (overleden 2011)
- 1933 - Ken Berry, Amerikaans acteur (overleden 2018)
- 1933 - Jeremy Brett, Engels acteur (overleden 1995)
- 1933 - Michael Dukakis, Amerikaans politicus
- 1933 - Amartya Sen, Indiaas econoom
- 1934 - Raul Donazar Calvet, Braziliaans voetballer (overleden 2008)
- 1934 - Hans Janmaat, Nederlands extreemrechts politicus (overleden 2002)
- 1934 - Ton Scheer, Nederlands theoloog en priester (overleden 2022)
- 1936 - Roy Emerson, Australisch tennisser
- 1936 - Takao Saito, Japans mangaka (striptekenaar) (overleden 2021)
- 1937 - Appie Drielsma, Nederlands beeldhouwer (overleden 2014)
- 1938 - Terrence McNally, Amerikaans toneel- en musicalschrijver (overleden 2020)
- 1940 - Sonny Rhodes, Amerikaans bluesmuzikant (overleden 2022)
- 1941 - Josep Massot i Muntaner, Spaans monnik, filoloog, historicus, uitgever en essayist (overleden 2022)
- 1941 - Marc Platel, Belgisch journalist
- 1941 - Brian Poole, Brits zanger
- 1942 - Hans Meyer, Duits voetballer en voetbaltrainer
- 1942 - Wolfram Schneider, Duits beeldhouwer en graficus (overleden 2022)
- 1943 - Bert Jansch, Schots muzikant (overleden 2011)
- 1943 - Guus Luijters, Nederlands schrijver en journalist (overleden 2025)
- 1944 - Jan Boerstoel, Nederlands dichter en tekstschrijver
- 1945 - Gerd Müller, Duits voetballer (overleden 2021)
- 1946 - Tom Savini, Amerikaans acteur
- 1947 - Joe Lala, Amerikaans drummer en acteur (overleden 2014)
- 1948 - Lulu, Brits zangeres en actrice
- 1949 - Aleksandr Gradski, Russisch rockzanger (overleden 2021)
- 1949 - Larry Holmes, Amerikaans bokser
- 1949 - Ruth Schleiermacher, Oost-Duits langebaanschaatsster
- 1949 - Anna Wintour, Brits-Amerikaans redactrice en journaliste
- 1951 - André Wetzel, Nederlands voetballer en voetbaltrainer
- 1952 - Roseanne Barr, Amerikaans actrice
- 1952 - Evert van de Poll, Nederlands theoloog, predikant en redacteur
- 1952 - Jim Cummings, Amerikaans stemacteur
- 1953 - Kate Capshaw, Amerikaans actrice
- 1953 - Brigitte Lin, Taiwanees actrice
- 1954 - Adam Ant, Brits zanger
- 1955 - Michel Renquin, Belgisch voetballer en voetbaltrainer
- 1955 - Teresa De Sio, Italiaans zangeres en songwriter
- 1956 - Gijs de Lange, Nederlands acteur en regisseur (overleden 2022)
- 1957 - Tony Humphries, Amerikaans dj
- 1957 - Dolph Lundgren, Zweeds acteur
- 1958 - Alexander Schnitger, Nederlands militair (overleden 2020)
- 1958 - Jennifer Smit, Nederlands atlete
- 1959 - Maurice Nio, Nederlands architect (overleden 2023)
- 1960 - Eugène Kabongo, Congolees voetballer
- 1960 - Karch Kiraly, Amerikaans volleyballer en beachvolleyballer
- 1960 - Christa Rosier, Nederlands schilderes, omroepster en columniste (overleden 2011)
- 1960 - Ricky Talan, Nederlands voetballer (overleden 2015)
- 1962 - Paul Furlan, Belgisch politicus (overleden 2023)
- 1962 - Jiří Kyncl, Tsjechisch langebaanschaatser (overleden 2022)
- 1962 - Lynn Wesenbeek, Miss België 1987 en Belgisch presentatrice
- 1963 - Rob van Someren, Nederlands radio-dj
- 1963 - Ian Wright, Engels voetballer
- 1964 - Brenda Fassie, Zuid-Afrikaans zangeres (overleden 2004)
- 1964 - Paprika Steen, Deens actrice
- 1965 - Bakir Beširević, Bosnisch voetballer
- 1965 - John Feskens, Nederlands voetballer
- 1965 - Gert Heerkes, Nederlands voetbaltrainer
- 1965 - Joris Wijsmuller, Nederlands politicus
- 1966 - Joe Hachem, Libanees-Australisch pokerspeler
- 1966 - Elita Kļaviņa, Lets actrice
- 1967 - Antonio Pettigrew, Amerikaans atleet (overleden 2010)
- 1967 - John Tomac, Amerikaans mountainbiker
- 1967 - Steven Wilson, Brits muzikant en zanger
- 1969 - Robert Miles, Zwitsers dj en componist (overleden 2017)
- 1969 - Niels van Steenis, Nederlands roeier
- 1970 - Erik Buijs, Nederlands beeldhouwer
- 1970 - Jeanette Epps, Amerikaans astronaute
- 1970 - Andrzej Juskowiak, Pools voetballer
- 1970 - Pedro Proença, Portugees voetbalscheidsrechter
- 1970 - Brenda Sleeuwenhoek, Nederlands atlete
- 1971 - Unai Emery, Spaans voetballer en voetbaltrainer
- 1971 - Edda Schnittgard, Duits zangeres, cabaretière en schrijfster
- 1971 - Dwight Yorke, voetballer uit Trinidad en Tobago
- 1972 - Ugo Ehiogu, Engels voetballer (overleden 2017)
- 1972 - Marko Koers, Nederlands atleet
- 1973 - Kirk Jones, Amerikaans acteur en rapper
- 1974 - Sonja Bakker, Nederlands gewichtsconsulente
- 1975 - Alexander De Croo, Belgisch ondernemer en politicus
- 1975 - Marta Domínguez, Spaans atlete
- 1975 - Grischa Niermann, Duits wielrenner
- 1976 - Jake Shimabukuro, Amerikaans ukelele-speler
- 1977 - Aria Giovanni, Amerikaans model en pornoster
- 1977 - Cees Paauwe, Nederlands voetbaldoelman
- 1977 - Stijn Smets Belgisch radiopresentator
- 1977 - Bart Van den Eede, Belgisch voetballer
- 1979 - Pablo Aimar, Argentijns voetballer
- 1979 - Tim McIlrath, Amerikaans zanger
- 1981 - Jermaine Jones, Duits-Amerikaans voetballer
- 1981 - Diego López, Spaans voetballer
- 1981 - Sten Pentus, Estisch autocoureur
- 1981 - Bobbie Traksel, Nederlands wielrenner
- 1982 - Moniek Kleinsman, Nederlands schaatsster
- 1982 - Jevgeni Pljoesjtsjenko, Russisch kunstschaatser
- 1982 - Marit Slinger, Nederlands musicalactrice
- 1983 - Rodrigo Millar, Chileens voetballer
- 1985 - Jimmy Dijk, Nederlands politicus
- 1985 - Karin Oberhofer, Italiaans biatlete
- 1985 - Brenda Ramaekers, Nederlands paralympisch sportster
- 1986 - Maxime Bouet, Frans wielrenner
- 1986 - Piet Velthuizen, Nederlands voetbaldoelman
- 1987 - Charlie Houchin, Amerikaans zwemmer
- 1987 - Gemma Ward, Australisch model en actrice
- 1988 - Veli Kavlak, Oostenrijks voetballer
- 1989 - Alexander Brouwer, Nederlands beachvolleyballer
- 1989 - Jacelyn Gruppen, Nederlands atlete
- 1990 - Zhou Yanxin, Chinees zwemster
- 1994 - Felix Stridsberg-Usterud, Noors freestyleskiër
- 1995 - Rodney Antwi, Nederlands voetballer
- 1995 - Coline Mattel, Frans schansspringster
- 1995 - Christian Nummedal, Noors freestyleskiër
- 1996 - Thijs Aerts, Belgisch wielrenner
- 1996 - Michelle Ulbrich, Duits voetbalster
- 1997 - Lale Gül, Nederlands schrijfster
- 1997 - Diana Silvers, Israëlisch actrice
- 1998 - Jasper Van Oudenhove, Belgisch voetballer
- 2000 - Jonathan Learoyd, Frans schansspringer
- 2001 - Willem De Schryver, Belgisch acteur
- 2007 - Ever Anderson, Amerikaans-Brits actrice

## Overleden

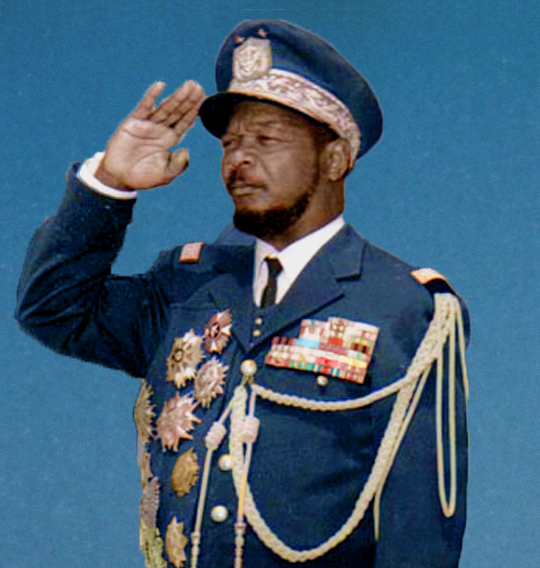
Jean-Bédel Bokassa,
overleden in 1996

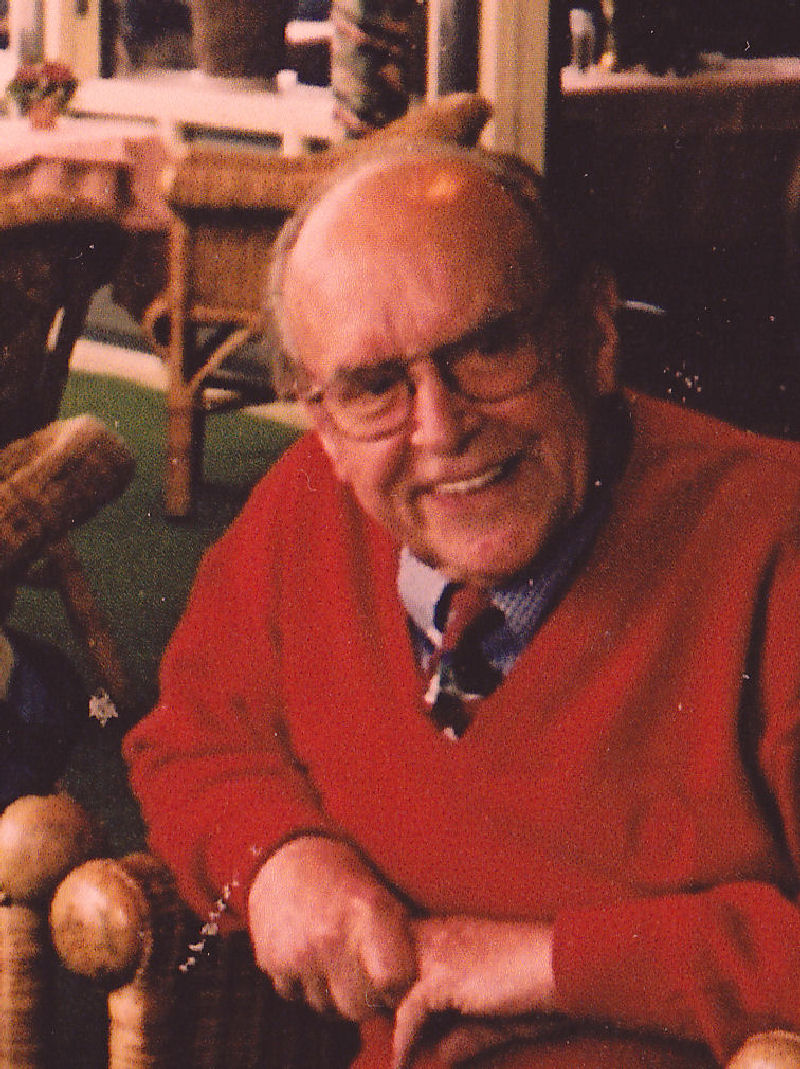
Wim Hornman,
overleden in 1996

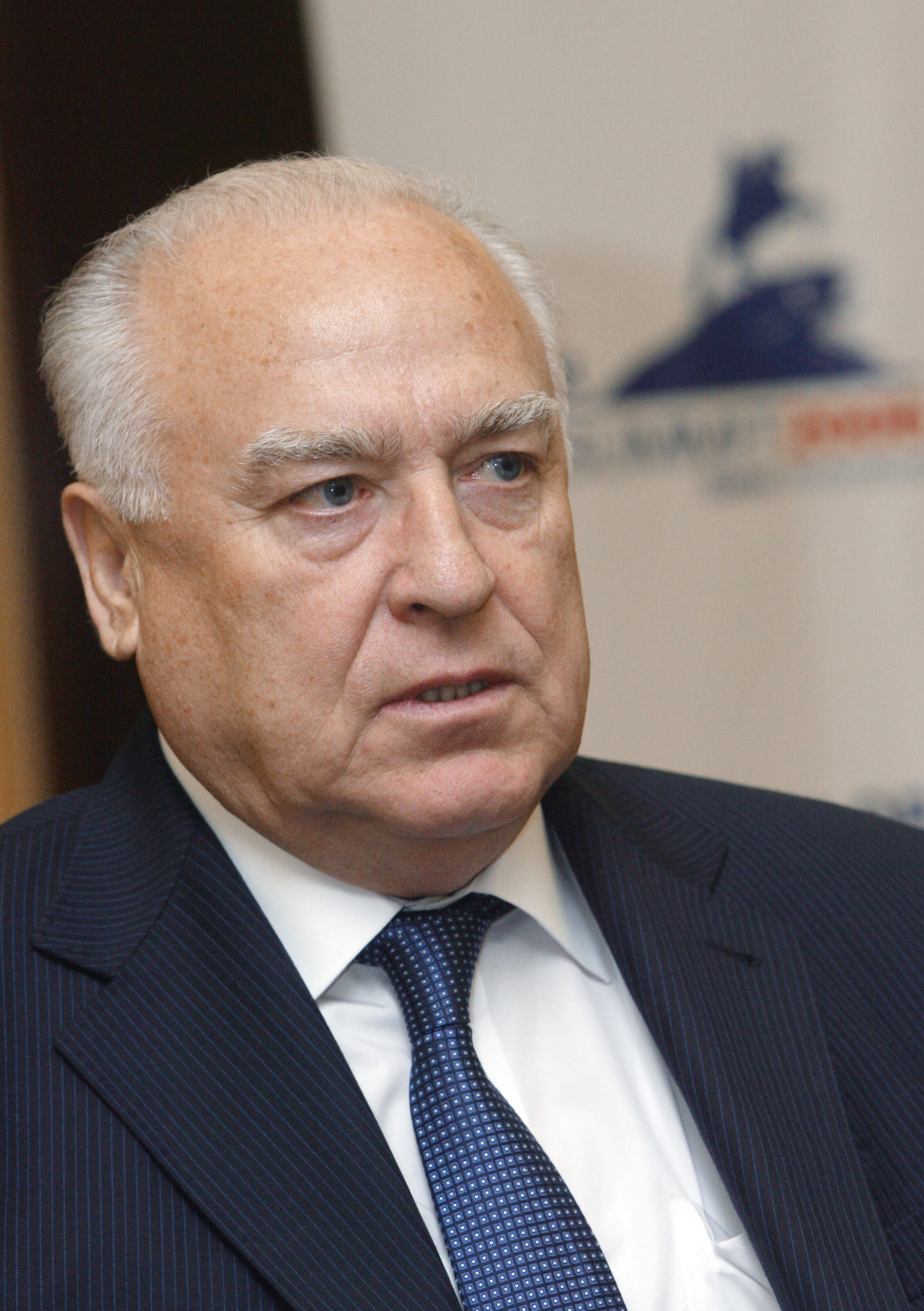
Viktor Tsjernomyrdin,
overleden in 2010

- 361 - Constantius II (44), Romeins keizer
- 644 - Omar ibn al-Chattab (60), Arabisch kalief
- 1254 - Johannes III (ca. 62), keizer van Byzantium
- 1708 - Henriëtte Catharina van Oranje (71), dochter van stadhouder Frederik Hendrik en Amalia van Solms
- 1766 - Thomas Abbt (27), Duits schrijver en wijsgeer
- 1857 - Jan Lodewijk Willem de Geer van Jutphaas (72), Nederlands politicus
- 1877 - Jean Baptist van Hugenpoth tot den Beerenclauw (61), Nederlands schrijver
- 1879 - Joseph Poelaert (62), Belgisch architect
- 1890 - Ulrich Ochsenbein (78), Zwitsers militair en politicus
- 1891 - Lodewijk Lucien Bonaparte (78), Frans taalkundige en politicus
- 1892 - Hervé (67), Frans operettecomponist, zanger, acteur en dirigent
- 1911 - Salvador Giner y Vidal (79), Spaans componist
- 1914 - Georg Trakl (27), Oostenrijks apotheker en dichter
- 1918 - Aleksandr Ljapoenov (61), Russisch wetenschapper
- 1926 - Annie Oakley (66), Amerikaans scherpschutter
- 1931 - Juan Zorrilla de San Martín (76), Uruguayaans schrijver
- 1942 - Enrique Estrada (53), Mexicaans militair en politicus
- 1949 - Solomon R. Guggenheim (88), Amerikaans kunstverzamelaar
- 1954 - Henri Matisse (84), Frans kunstschilder
- 1957 - Wilhelm Reich (60), Duits psychotherapeut
- 1958 - Markus Feldmann (61), Zwitsers politicus
- 1958 - Eduard Pendorf (66), Duits voetballer
- 1962 - Anton van Loon (74), Nederlands touwtrekker
- 1962 - Oswald Wenckebach (67), Nederlands beeldhouwer en kunstschilder
- 1966 - Luigi Salvatore Fabbi (Luiz Fabbi) (76), Italo-Braziliaans voetballer
- 1969 - Zeki Rıza Sporel (71), Turks voetballer
- 1970 - Peter II Karađorđević (47), laatste koning van Joegoslavië
- 1971 - Tawee Boonyaket (66), Thais premier
- 1981 - Edvard Kocbek (77), Sloveens schrijver, publicist en politicus
- 1983 - Bob Scholte (81), Nederlands zanger
- 1985 - Eric van der Steen (eig. Dick Zijlstra), (78), Nederlands journalist, schrijver en dichter
- 1986 - Joop Middelink (65), Nederlands wielrenner en wielercoach
- 1986 - Ernst Poertgen (74), Duits voetballer
- 1988 - Henri van Praag (72), Nederlands pedagoog, theoloog, filosoof, parapsycholoog en schrijver
- 1990 - Mary Martin (76), Amerikaans zangeres en actrice
- 1991 - Mortimer Shuman (55), Amerikaans zanger en componist
- 1993 - Léon Theremin (97), Russisch uitvinder
- 1995 - John Orchard (66), Brits acteur
- 1996 - Jean-Bédel Bokassa (75), president-dictator van de Centraal-Afrikaanse Republiek
- 1996 - Wim Hornman (76), Nederlands auteur
- 1998 - Bob Kane (83), Amerikaans striptekenaar
- 2001 - Ernst Gombrich (92), Oostenrijks kunsthistoricus
- 2005 - Aenne Burda (96), Duits uitgeefster van modebladen
- 2006 - Paul Mauriat (81), Frans orkestleider
- 2006 - Alberto Spencer (68), Ecuadoraans voetballer
- 2007 - Hans Sanders (61), Nederlands oprichter en zanger-gitarist van Bots
- 2007 - Ryan Shay (28), Amerikaans atleet
- 2008 - Jean Fournet (95), Frans dirigent
- 2009 - Francisco Ayala (103), Spaans schrijver, essayist en vertaler
- 2009 - Archie Baird (90), Schots voetballer
- 2009 - Carl Ballantine (92), Amerikaans goochelaar, komiek en acteur
- 2010 - Viktor Tsjernomyrdin (72), Russisch politicus
- 2011 - Peeter Kreitzberg (62), Estisch politicus en wetenschapper
- 2013 - Gerard Cieślik (86), Pools voetballer
- 2013 - Ryszard Kraus (49), Pools voetballer
- 2014 - Nina Timofejeva (79), Russisch ballerina
- 2015 - Judy Cassab (95), Australisch kunstenares
- 2015 - Ahmed Chalabi (71), Iraaks politicus
- 2016 - Kay Starr (94), Amerikaans zangeres
- 2018 - Maria Guinot (73), Portugees zangeres
- 2018 - Flip Veldmans (69), Nederlands organist en componist
- 2020 - Elsa Raven (91), Amerikaans actrice
- 2021 - Bob Baker (82), Brits scenarioschrijver
- 2021 - Elvire De Prez (82), Belgisch actrice en presentatrice
- 2022 - Gerd Dudek (84), Duits jazzsaxofonist en -fluitist
- 2022 - Henk de Velde (73), Nederlands zeezeiler
- 2023 - Robert Butler (95), Amerikaans televisie- en filmregisseur
- 2023 - Michel Kruin (90), Surinaams voetballer
- 2024 - Quincy Jones (91), Amerikaans muziekproducent en muzikant
- 2024 - Ed de Noorlander (79), Nederlands atleet

## Viering/herdenking
- Dominica: Onafhankelijkheidsdag
- Micronesië: Onafhankelijkheidsdag
- Panama: Onafhankelijkheidsdag
- Werelddag van de kwallen
- Werelddag van de man
- Rooms-Katholieke kalender:

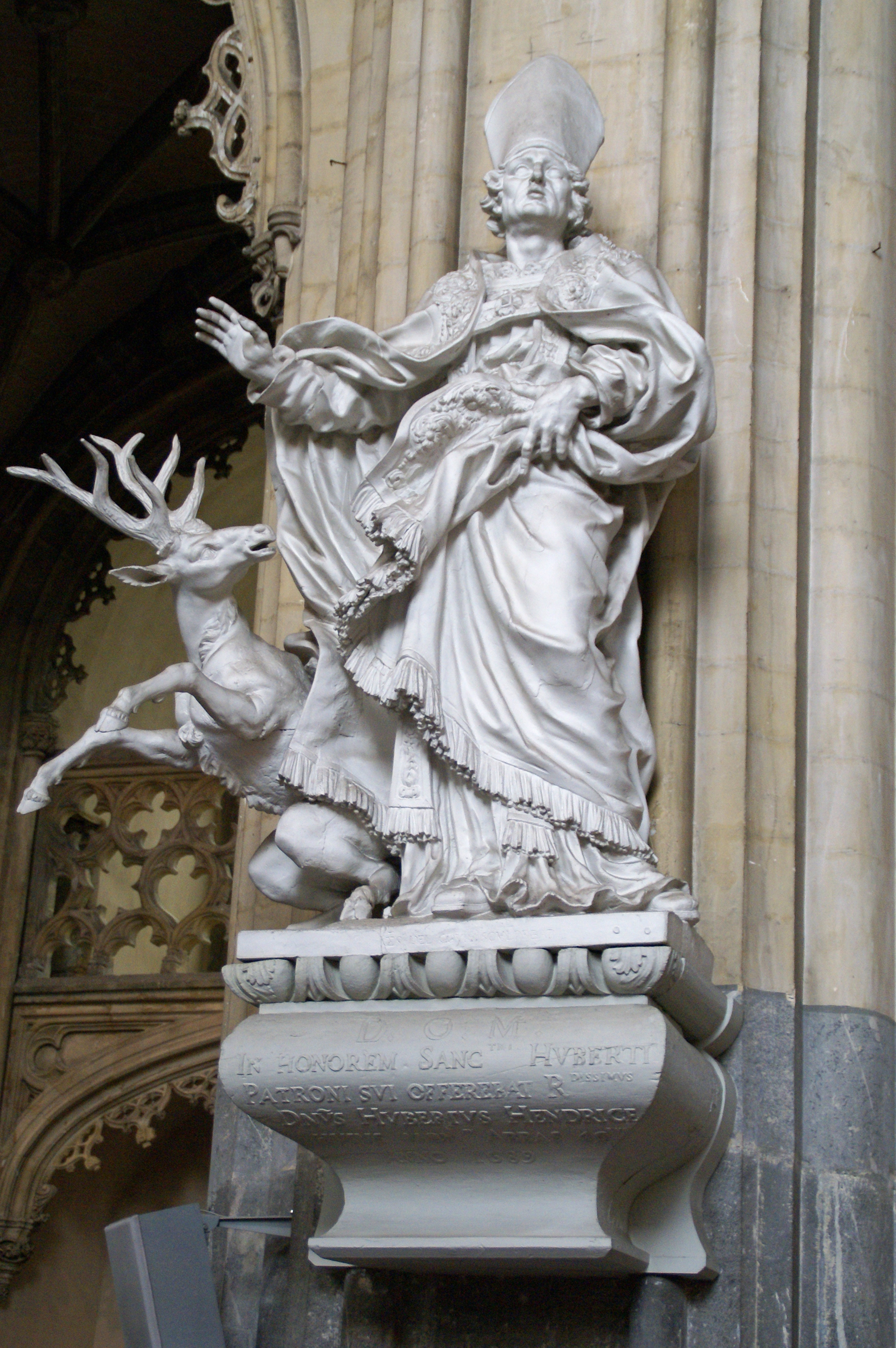
Hubertus van Luik

  - Heilige Martinus van Porres († 1639) - Vrije Gedachtenis
  - Heilige Hubertus van Luik († 727), Patroon van de jagers en hondenvrienden - Gedachtenis in bisdommen Breda, Den Bosch & Roermond, Vrije Gedachtenis in België
  - Heilige Silvia (van Rome) († c. 592)
  - Heilige Winefride van Holywell († c. 655)
  - Heilige Malachy van Armagh († 1148)
  - Heilige Pirminius (van Reichenau) († 753)
  - Zalige Rupert Mayer († 1945)

## Weerextremen

### Nederland
| | Officiële records | Officiële records | Officiële records |      | Landelijke records | Landelijke records | Landelijke records             |
| Gebeurtenis | Jaar              | Extreem           | Locatie           | Jaar | Extreem            | Locatie            |                                |
| --- | ----------------- | ----------------- | ----------------- | ---- | ------------------ | ------------------ | ------------------------------ |
| Laagste etmaalgemiddelde temperatuur (°C) | 1980              | −3,6              | De Bilt           |      | 1980               | −4,7               | Deelen                         |
| Hoogste etmaalgemiddelde temperatuur (°C) | 2005              | 15,9              | De Bilt           |      | 2011               | 16,4               | Maastricht                     |
| Laagste minimumtemperatuur (°C) | 1980              | −5,4              | De Bilt           |      | 1980               | −6,6               | Eelde                          |
| Hoogste minimumtemperatuur (°C) | 2005              | 13,6              | De Bilt           |      | 2005 2011          | 14,3               | Deelen, Woensdrecht Maastricht |
| Laagste maximumtemperatuur (°C) | 1980              | −0,9              | De Bilt           |      | 1980               | −1,0               | Soesterberg                    |
| Hoogste maximumtemperatuur (°C) | 2005              | 18,7              | De Bilt           |      | 2015               | 20,9               | Maastricht                     |
| Hoogste uurgemiddelde windsnelheid (m/s) | 1931              | 13,9              | De Bilt           |      | 1970               | 23,7               | De Kooy                        |
| Hoogste windstoot (m/s) | 1991              | 22,1              | De Bilt           |      | 1991               | 30,4               | IJmuiden                       |
| Langste zonneschijnduur (uur) | 1988              | 8,6               | De Bilt           |      | 1988               | 8,6                | De Bilt, Rotterdam, Schiphol   |
| Langste neerslagduur (uur) | 1940              | 17,6              | De Bilt           |      | 1968               | 19,4               | Eelde                          |
| Hoogste etmaalsom van de neerslag (mm) | 1998              | 34,5              | De Bilt           |      | 1998               | 37,8               | Rotterdam                      |
| Laagste etmaalgemiddelde relatieve vochtigheid (%) | 1920              | 59                | De Bilt           |      | 1920               | 51                 | Eelde                          |
| Laagste uurwaarde luchtdruk op zeeniveau (hPa) | 1930              | 973,5             | De Bilt           |      | 2023               | 969,5              | Vlieland                       |
| Hoogste uurwaarde luchtdruk op zeeniveau (hPa) | 1987              | 1036,7            | De Bilt           |      | 1987               | 1037,7             | Leeuwarden                     |
| Officiële records worden altijd gemeten op het KNMI-weerstation in De Bilt. Landelijke records kunnen worden gemeten op elk officieel KNMI-weerstation in Nederland. |                   |                   |                   |      |                    |                    |                                |

Uitzonderlijke gebeurtenissen
- 1914 - Laatste officiële zachte dag van het jaar (maximumtemperatuur ≥ 15 °C in De Bilt)
- 1918 - Laatste landelijke zachte dag van het jaar gemeten in Maastricht (maximumtemperatuur ≥ 15 °C op een officieel weerstation)
- 1927 - Laatste officiële zachte dag van het jaar (maximumtemperatuur ≥ 15 °C in De Bilt)
- 1927 - Laatste landelijke zachte dag van het jaar gemeten in De Bilt, De Kooy, Maastricht en Vlissingen (maximumtemperatuur ≥ 15 °C op een officieel weerstation)
- 1935 - Laatste landelijke zachte dag van het jaar gemeten in Maastricht (maximumtemperatuur ≥ 15 °C op een officieel weerstation)
- 1943 - Laatste officiële zachte dag van het jaar (maximumtemperatuur ≥ 15 °C in De Bilt)
- 1943 - Laatste landelijke zachte dag van het jaar gemeten in De Bilt, Maastricht en Vlissingen (maximumtemperatuur ≥ 15 °C op een officieel weerstation)
- 1969 - Laatste officiële zachte dag van het jaar (maximumtemperatuur ≥ 15 °C in De Bilt)
- 1996 - Laatste landelijke zachte dag van het jaar gemeten in De Kooy, Marknesse, Schiphol, Vlieland, Westdorpe en Wilhelminadorp (maximumtemperatuur ≥ 15 °C op een officieel weerstation)
- 2001 - Laatste landelijke zachte dag van het jaar gemeten in Vlieland (maximumtemperatuur ≥ 15 °C op een officieel weerstation)
- 2002 - Laatste landelijke zachte dag van het jaar gemeten in Arcen, Westdorpe en Wilhelminadorp (maximumtemperatuur ≥ 15 °C op een officieel weerstation)
- 2004 - Laatste landelijke zachte dag van het jaar gemeten in Ell (maximumtemperatuur ≥ 15 °C op een officieel weerstation)
- 2013 - Wijk bij Duurstede wordt getroffen door een windhoos[14]
- 2014 - Laatste officiële zachte dag van het jaar (maximumtemperatuur ≥ 15 °C in De Bilt)

### België
Dagrecords
- 1966 - Laagste etmaalgemiddelde temperatuur −1,1 °C
- 2005 - Hoogste etmaalgemiddelde temperatuur 16,1 °C
- 1864 - Laagste minimumtemperatuur −4 °C
- 1927 - Hoogste maximumtemperatuur 19,6 °C
- 1940 - Hoogste etmaalsom van de neerslag 60,1 mm. Dit is de natste dag ooit in de maand november.

Uitzonderlijke gebeurtenissen
- 1940 - 114 mm neerslag in Chiny.
- 1980 - Op veel plaatsen vriest het de hele dag. In Mont-Rigi (Waimes) wordt het niet warmer dan −5,6 °C.
- 2003 - Een tornado trekt van Le Roeulx naar Houdeng (La Louvière) en Besonrieux (La Louvière) en veroorzaakt schade.

<< · 1 · 2 · 3 · 4 · 5 · 6 · 7 · 8 · 9 · 10 · 11 · 12 · 13 · 14 · 15 · 16 · 17 · 18 · 19 · 20 · 21 · 22 · 23 · 24 · 25 · 26 · 27 · 28 · 29 · 30 · >>